# Cidaria distinctata
Cidaria distinctata là một loài bướm đêm trong họ Geometridae.